# 석정초등학교
석정초등학교는 대한민국 경기도 김포시에 있는 공립 초등학교이다.

## 학교 연혁
- 1946년 5월 1일 대곶초등학교 석정분교장 인가
- 1949년 9월 9일 석정초등학교 승격 개교
- 1972년 9월 13일 본관 5개 교실 증축
- 1994년 3월 1일 학교 급식 실시
- 1996년 3월 1일 석정초등학교로 교명 개칭(6학급)
- 1997년 4월 8일 수세식 화장실 신축
- 1998년 11월 6일 6학교 개축 준공
- 1999년 4월 9일 야외 발표장 스탠드 시설
- 2002년 5월 23일 석정 천문대 1차 사업 완료 및 2차 사업 계획 수립
- 2003년 2월 14일 석정 천문대 1차 사업 완료
- 2003년 6월 25일 경기도교육청 지정 과학교육 시범학교 1차 보고회
- 2003년 10월 20일 학교도서관 리모델링 사업 완료
- 2003년 11월 13일 천문대 개관식
- 2005년 4월 28일 천체영화관 개관
- 2007년 3월 9일 상수도설치, 담장설치, 대형 야외 별자리 벽화 제작
- 2008년 9월 21일 석정 천문대 도색, 도서관 및 과학실 리모델링, 체육장 설치
- 2009년 9월 1일 2009 교원능력개발선도학교 지정
- 2009년 9월 1일 2009 농산어촌 전원학교 및 자율학교 지정
- 2010년 3월 1일 제22대 박완규 교장선생님 취임
- 2013년 2월 15일 제63회 졸업식 남 9명, 여 4명 총 13명(총 2,007명 배출)
- 2013년 3월 1일 전체 7학급(남27명, 여:30명, 계:57명)
- 2014년 2월 14일 제64회 졸업식 남: 6명, 여: 3명 총 9명 (2,016명 배출)
- 2014년 3월 1일 전체 8학급(유치원, 특수학급포함) 남:33 , 여:34 , 총 74
- 2015년 3월 1일 제23대 이미숙 교장선생님 취임
- 2015년 3월 1일 전체 8학급(유치원, 특수학급포함) 남:32 , 여:28 , 총 60

## 참고 자료
- 석정초등학교 - 한국교육학술정보원 학교알리미